# Růžena Novotná
Růžena Novotná (* 31. ledna 1941, Plzeň, Protektorát Čechy a Morava) je bývalá československá vodní slalomářka, kajakářka závodící v kategorii K1.
Startovala na Letních olympijských hrách 1972, kde v individuálním závodě K1 dojela na 22. místě.